# ピジョン湖 (オンタリオ州)

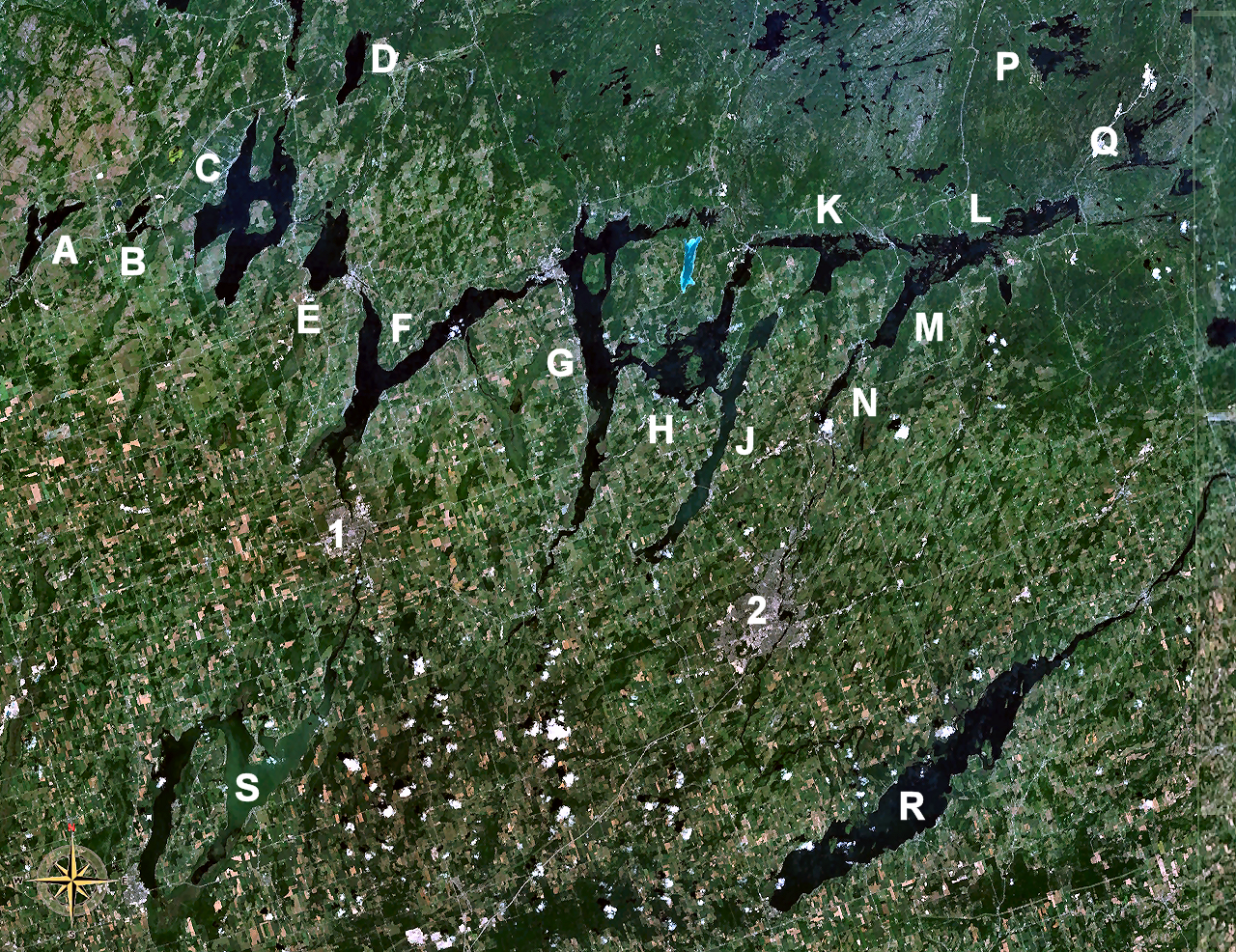
カワーサ湖群、Gがピジョン湖

ピジョン湖 (Pigeon Lake) はカナダのオンタリオ州にある湖。カワーサ湖群の湖のひとつ。
南北に長く延びた湖である。面積53,44km²、最大水深17m。標高245m。トレント・セバーン水路の一部で東はバックホーン湖、西はボブケイジョン川でスタージョン湖につながり、ボブケイジョン川には閘門32がある。湖北部にはビッグ島 (Big Island) がある。南からはピジョン川が注ぐ。